# Simplicia simplicissima
Simplicia simplicissima är en fjärilsart som beskrevs av Alfred Ernest Wileman och Reginald James West 1930.
Simplicia simplicissima ingår i släktet Simplicia och familjen nattflyn. Inga underarter finns listade i Catalogue of Life.